# Softbol nos Jogos Pan-Americanos de 2019 - Feminino
O torneio feminino de softbol nos Jogos Pan-Americanos de 2019 foi realizado de 4 a 10 de agosto no Campo de Softbol em Villa María del Triunfo. Seis equipes participaram do evento.

## Medalhistas
|  | USA Estados Unidos |  | CAN Canadá |  | PUR Porto Rico |
|  | Aubree Munro Alison Aguilar Kelsey Stewart Haylie McCleney Janette Reed Keilani Ricketts Monica Abbott Michelle Moultrie Valerie Arioto Rachel Garcia Kirsti Merritt Sahvanna Jaquish Dejah Mulipola Catherine Osterman Delaney Spaulding |  | Natalie Wideman Erika Polidori Joanne Lye Holly Speers Jennifer Salling Victoria Hayward Janet Leung Danielle Lawrie Sara Groenewegen Emma Entzminger Jennifer Gilbert Larissa Franklin Eujenna Caira Kaleigh Rafter Morgan Rackel |  | Alyssa Rivera Natalia Rodríguez Yahelis Muñoz Aleshia Ocasio Jena Cozza Aleimalee López Karla Claudio Taran Alvelo Quianna Díaz Carsyn Gordon Shemiah Sánchez Xeana Dung Meghan King Adriana Otero Marta Fuentes |

## Qualificação

### Masculino
Um total de cinco nações qualificaram-se aos jogos. O país-sede, Peru, estava automaticamente qualificado.
| Evento                           | Datas          | Local         | Vagas | Qualificados                                              |
| -------------------------------- | -------------- | ------------- | ----- | --------------------------------------------------------- |
| País-sede                        | —              | —             | 1     | Peru                                                      |
| Campeonato Pan-Americano de 2017 | 4–13 de agosto | Santo Domingo | 5     | Estados Unidos · Canadá · Porto Rico · México · Venezuela |
| Total                            |                |               | 6     |                                                           |

## Formato
As seis equipes integraram um grupo único onde todas se enfrentaram, totalizando cinco jogos. As quatro primeiras colocadas se classificaram as semifinais, onde o perdedor da primeira partida da semifinal (entre o 1º e 2º da primeira fase) jogou contra o vencedor da segunda partida da semifinal (entre o 3º e 4º) para a disputa da medalha de bronze. O perdedor do jogo ganhou a medalha de bronze, enquanto o vencedor disputou a medalha de ouro contra o vencedor da primeira semifinal.

## Primeira fase
|  | Equipes classificadas à fase final |

Todas as partidas seguem o fuso horário local (UTC-5).
| Seleção            | J | V | D | C+ | C- | DC  |
| ------------------ | - | - | - | -- | -- | --- |
| USA Estados Unidos | 5 | 5 | 0 | 37 | 1  | +36 |
| CAN Canadá         | 5 | 4 | 1 | 23 | 7  | +16 |
| PUR Porto Rico     | 5 | 3 | 2 | 18 | 12 | +6  |
| MEX México         | 5 | 2 | 3 | 20 | 17 | +3  |
| VEN Venezuela      | 5 | 1 | 4 | 9  | 41 | –32 |
| PER Peru           | 5 | 0 | 5 | 5  | 34 | –29 |

| 4 de agosto 10:00 | Canadá | 3 – 1 Ficha | Porto Rico | Campo de Softbol, Lima Público: 357 |

| 4 de agosto 13:00 | México | 0 – 9 Ficha | Estados Unidos | Campo de Softbol, Lima Público: 1 013 |

| 4 de agosto 16:00 | Venezuela | 5 – 3 Ficha | Peru | Campo de Softbol, Lima Público: 1 160 |

| 5 de agosto 10:00 | Estados Unidos | 6 – 0 Ficha | Porto Rico | Campo de Softbol, Lima Público: 312 |

| 5 de agosto 13:00 | Canadá | 8 – 0 Ficha | Venezuela | Campo de Softbol, Lima Público: 0 |

| 5 de agosto 16:00 | Peru | 0 – 9 Ficha | México | Campo de Softbol, Lima Público: 416 |

| 6 de agosto 10:00 | Canadá | 1 – 6 Ficha | Estados Unidos | Campo de Softbol, Lima Público: 312 |

| 6 de agosto 13:00 | Venezuela | 3 – 11 Ficha | México | Campo de Softbol, Lima Público: 32O |

| 6 de agosto 16:00 | Peru | 2 – 6 Ficha | Porto Rico | Campo de Softbol, Lima Público: 525 |

| 7 de agosto 10:00 | Estados Unidos | 9 – 0 Ficha | Venezuela | Campo de Softbol, Lima Público: 280 |

| 7 de agosto 13:00 | Porto Rico | 1 – 0 Ficha | México | Campo de Softbol, Lima Público: 0 |

| 7 de agosto 16:00 | Peru | 0 – 7 Ficha | Canadá | Campo de Softbol, Lima Público: 453 |

| 8 de agosto 10:00 | Porto Rico | 10 – 1 Ficha | Venezuela | Campo de Softbol, Lima Público: 0 |

| 8 de agosto 13:00 | México | 0 – 4 Ficha | Canadá | Campo de Softbol, Lima Público: 325 |

| 8 de agosto 16:00 | Estados Unidos | 7 – 0 Ficha | Peru | Campo de Softbol, Lima Público: 524 |

## Fase final
|  | Semifinais | Semifinais     | Semifinais |   |   | Disputa pelo bronze | Disputa pelo bronze | Disputa pelo bronze |   |        | Final | Final          | Final |
|  |            |                |            |   |   |                     |                     |                     |   |        |       |                |       |
|  | 1          | Estados Unidos | 2          |   |   |                     |                     |                     |   |        |       |                |       |
|  | 2          | Canadá         | 3          |   |   |                     |                     |                     |   |        | 1     | Estados Unidos | 3     |
|  |            |                |            |   | 1 | Estados Unidos      | 3                   |                     | 2 | Canadá | 1     |                |       |
|  |            | 3              | México     | 1 |   |                     |                     |                     |   |        |       |                |       |
|  | 3          | Porto Rico     | 3          |   |   |                     |                     |                     |   |        |       |                |       |
|  | 4          | México         | 2          |   |   |                     |                     |                     |   |        |       |                |       |

### Semifinais
| 9 de agosto 10:00 | Porto Rico | 3 – 2 Ficha | México | Campo de Softbol, Lima Público: 300 |

| 9 de agosto 14:00 | Estados Unidos | 2 - 3 Ficha | Canadá | Campo de Softbol, Lima Público: 540 |

### Final
| 10 de agosto 10:00 | Estados Unidos | 3 – 1 Ficha | Porto Rico | Campo de Softbol, Lima Público: 650 |

### Grande final
| 10 de agosto 14:00 | Estados Unidos | 3 – 1 Ficha | Canadá | Campo de Softbol, Lima Público: 850 |

## Classificação final
| Pos.              | Equipe             | Campanha | Campanha | Campanha |
| Pos.              | Equipe             | V        | D        |          |
| ----------------- | ------------------ | -------- | -------- | -------- |
| Medalha de ouro   | USA Estados Unidos | 7        | 1        |          |
| Medalha de prata  | CAN Canadá         | 5        | 2        |          |
| Medalha de bronze | PUR Porto Rico     | 4        | 3        |          |
| 4                 | MEX México         | 2        | 4        |          |
| 5                 | VEN Venezuela      | 1        | 4        |          |
| 6                 | PER Peru           | 0        | 5        |          |